# Зарнас, Гаст
Густа́в «Гаст» Константи́н За́рнас (англ. Gustave «Gust» Constantine Zarnas; 16 декабря 1913, Икария, Греция — 26 декабря 2000, Бетлехем, Пенсильвания, США) — американский профессиональный футболист, тренер по футболу и борьбе, предприниматель. Играл за команды НФЛ «Чикаго Беарз», «Бруклин Доджерс» и «Грин-Бей Пэкерс» на позиции гарда (1938—1940). Первый игрок НФЛ греческого происхождения. Являлся членом Американо-греческого прогрессивного просветительского союза (AHEPA). Член Зала спортивной славы AHEPA (1975). Ветеран Второй мировой войны.

## Биография
Родился в семье Стива Зарнаса и Элени Памфилис. Иммигрировал в США вместе со своими родителями.
В 1935—1937 годах играл на позиции гарда за футбольную команду Университета штата Огайо, который окончил в 1938 году со степенью бакалавра наук. Продолжил учёбу в магистратуре Питтсбургского и Нью-Йоркского университетов.
В 1940 году был зачислен на службу в Военно-морские силы США. В годы Второй мировой войны дослужился до звания лейтенанта (1942—1946).
В 1941—1949 годах являлся тренером по американскому футболу и борьбе.
С 1948 года занялся бизнесом, основав компанию «G.C. Zarnas & Co. Inc.».
Будучи вице-председателем Кампании по сохранению исторического наследия Бетлехема, принимал участие в сборе средств для больниц и религиозных организаций, активно поддерживал молодёжные оздоровительные программы и образовательные учреждения.
Являлся прихожанином греческой православной церкви Св. Николая в Бетлехеме.

## Личная жизнь
На протяжении 56 лет был женат на Грейс Коцес (1922—2012), в браке с которой имел сына и дочь.